# Ambulyx staudingeri
Ambulyx staudingeri är en fjärilsart som beskrevs av Rothschild 1895. Ambulyx staudingeri ingår i släktet Ambulyx och familjen svärmare. Inga underarter finns listade i Catalogue of Life.

## Beskrivning

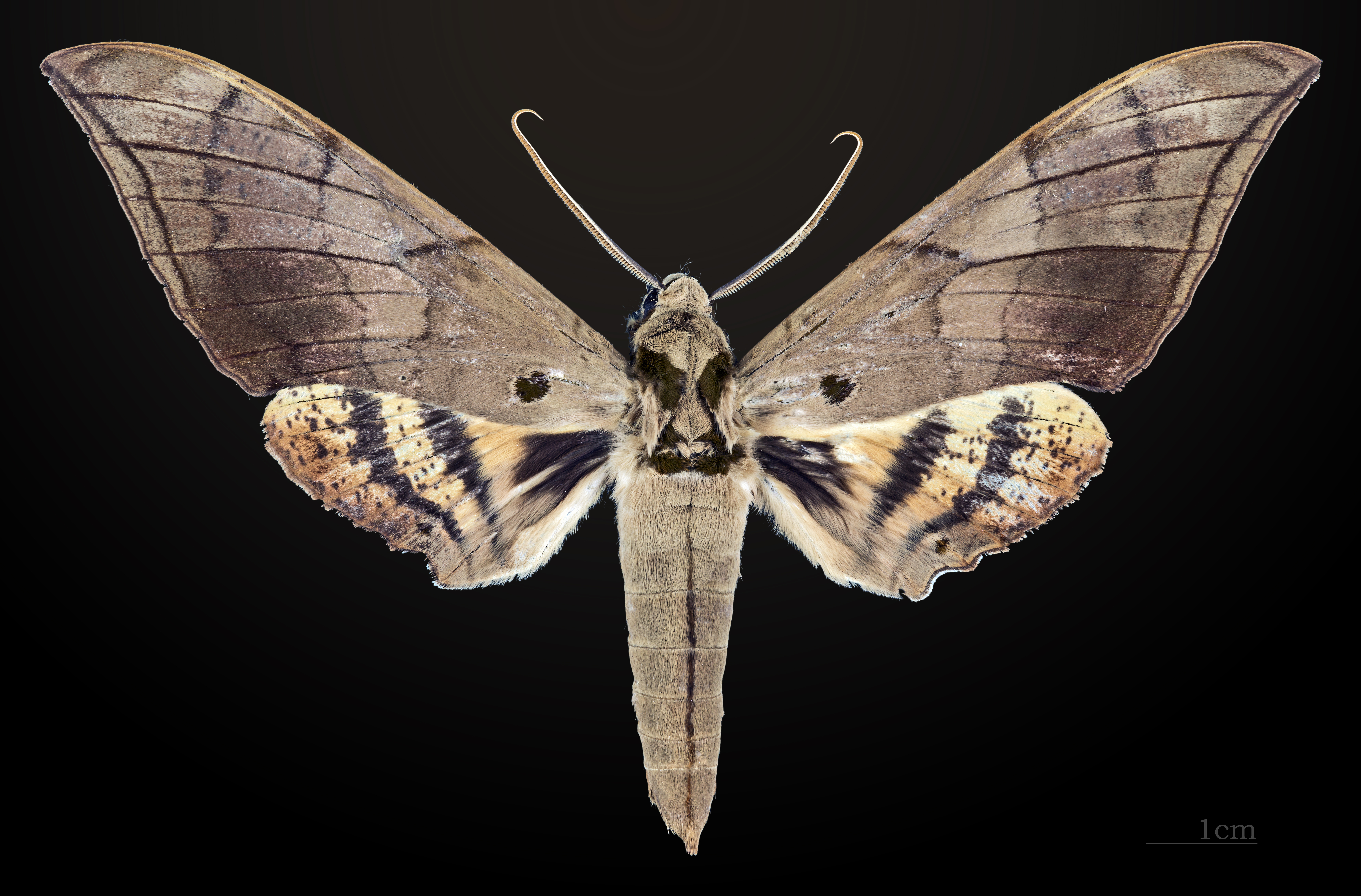
♂
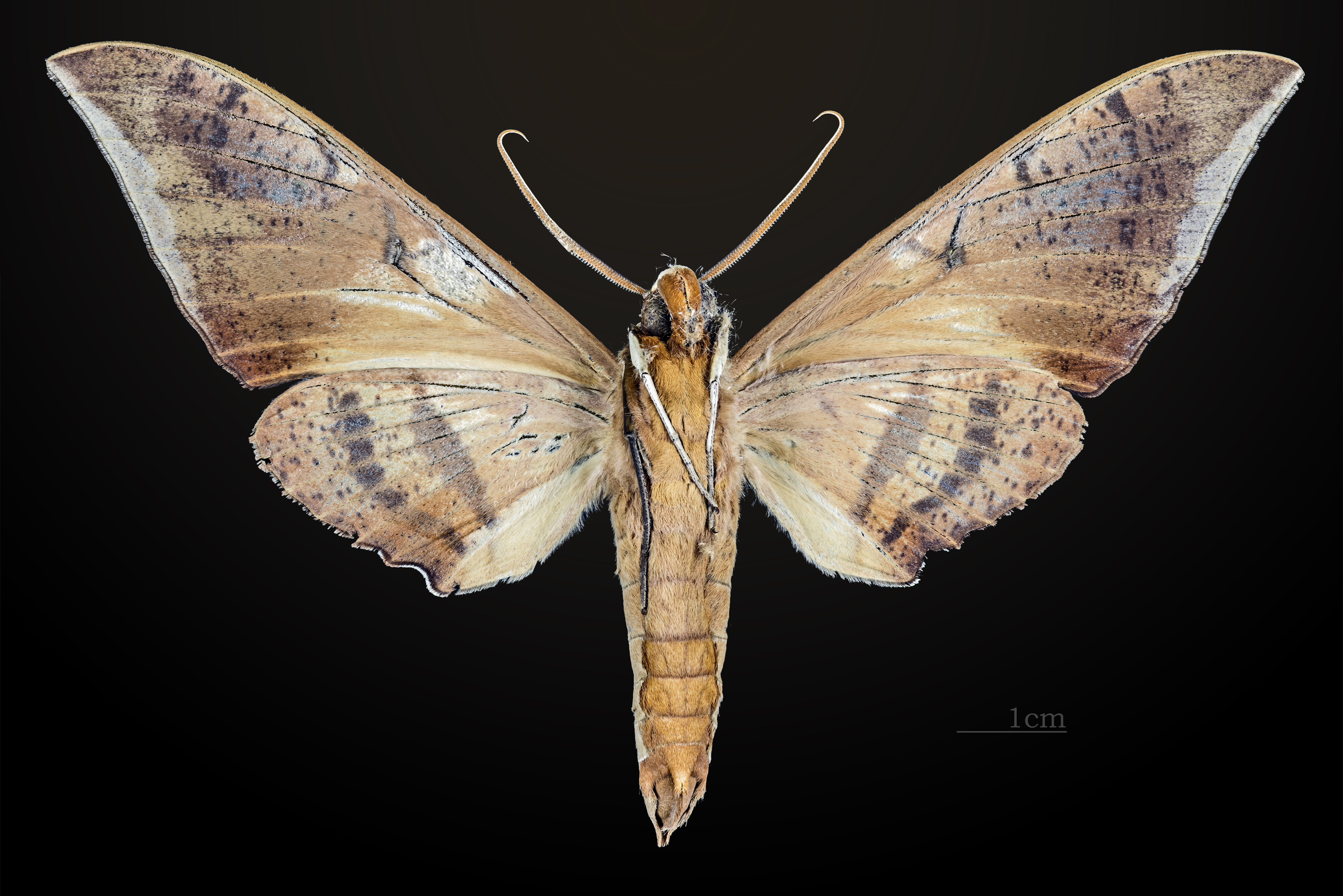
♂ △
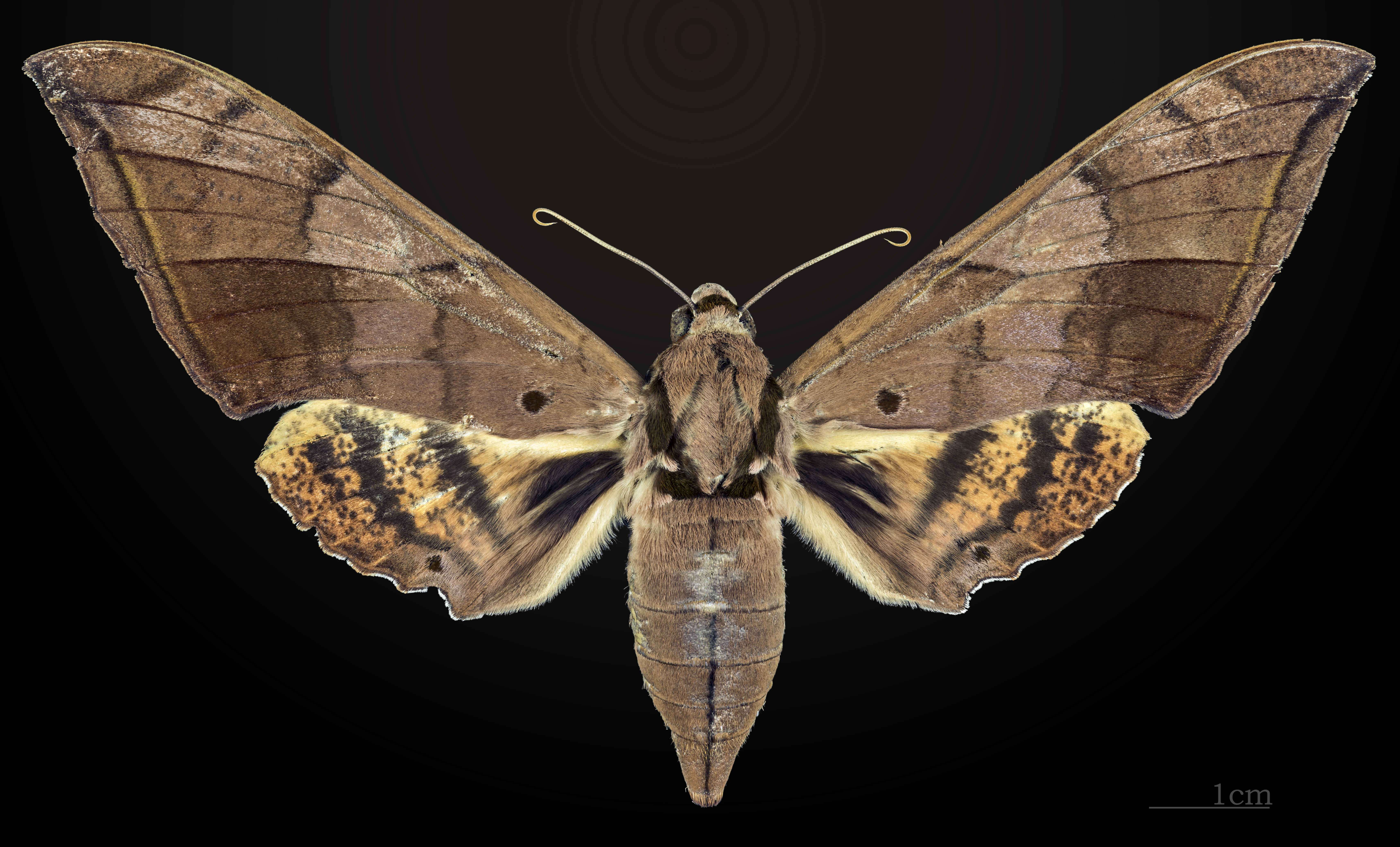
♀
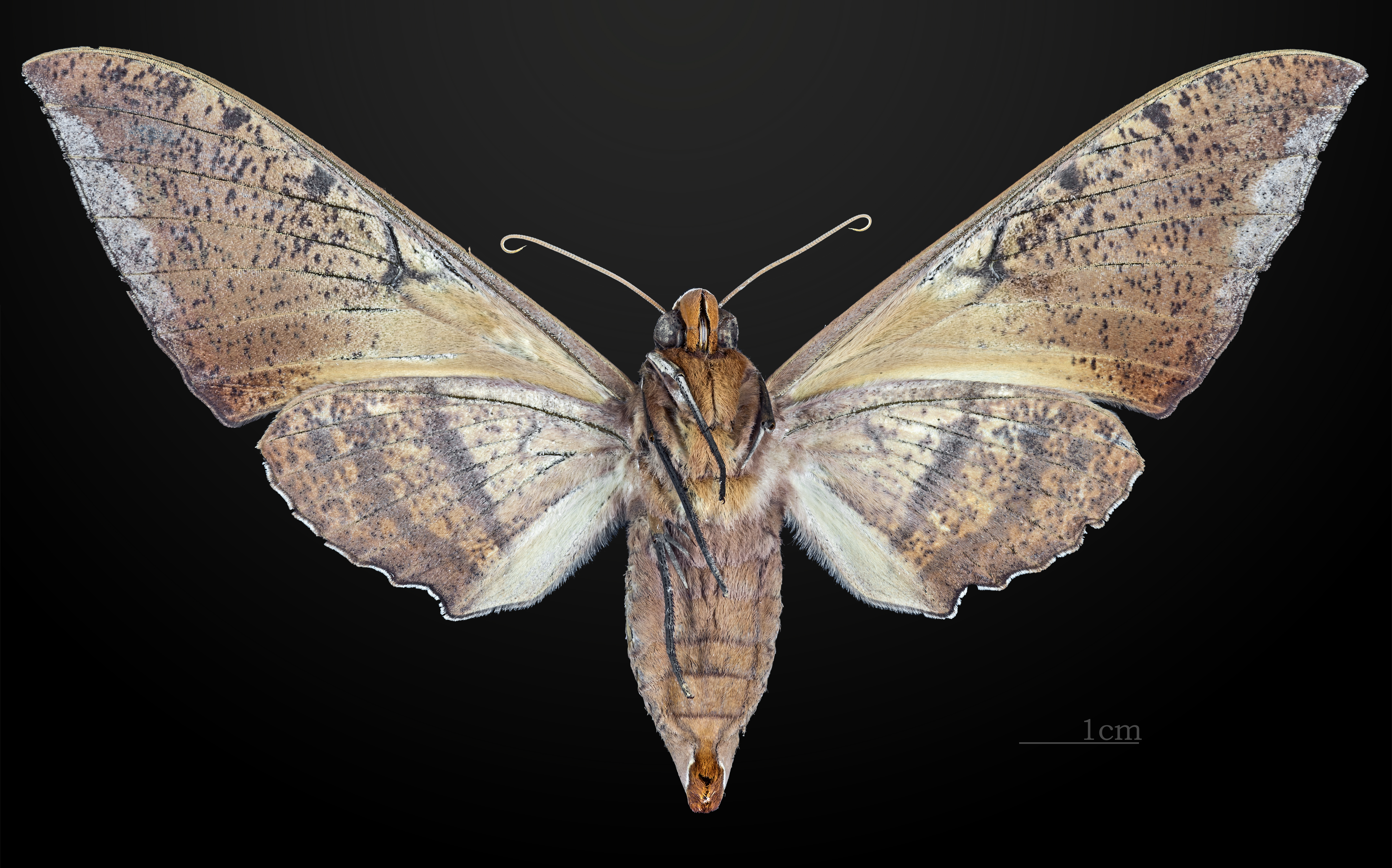
♀ △